# 孟关站
孟关站是一个属于贵阳市域环城快铁的铁路车站，位于中华人民共和国贵州省贵阳市花溪区孟关乡瓦厂坡。本站于2022年3月30日随贵阳市域环城快铁的开通而启用。

## 车站特色
本站的设计灵感来源于孟关乡沙坡村的猴鼓舞，站房的浮雕壁画提炼猴鼓舞元素，表达出山水舞动、鼓动人心的动感理念和建设家乡的美好愿景。